# McBride Volcanic Province

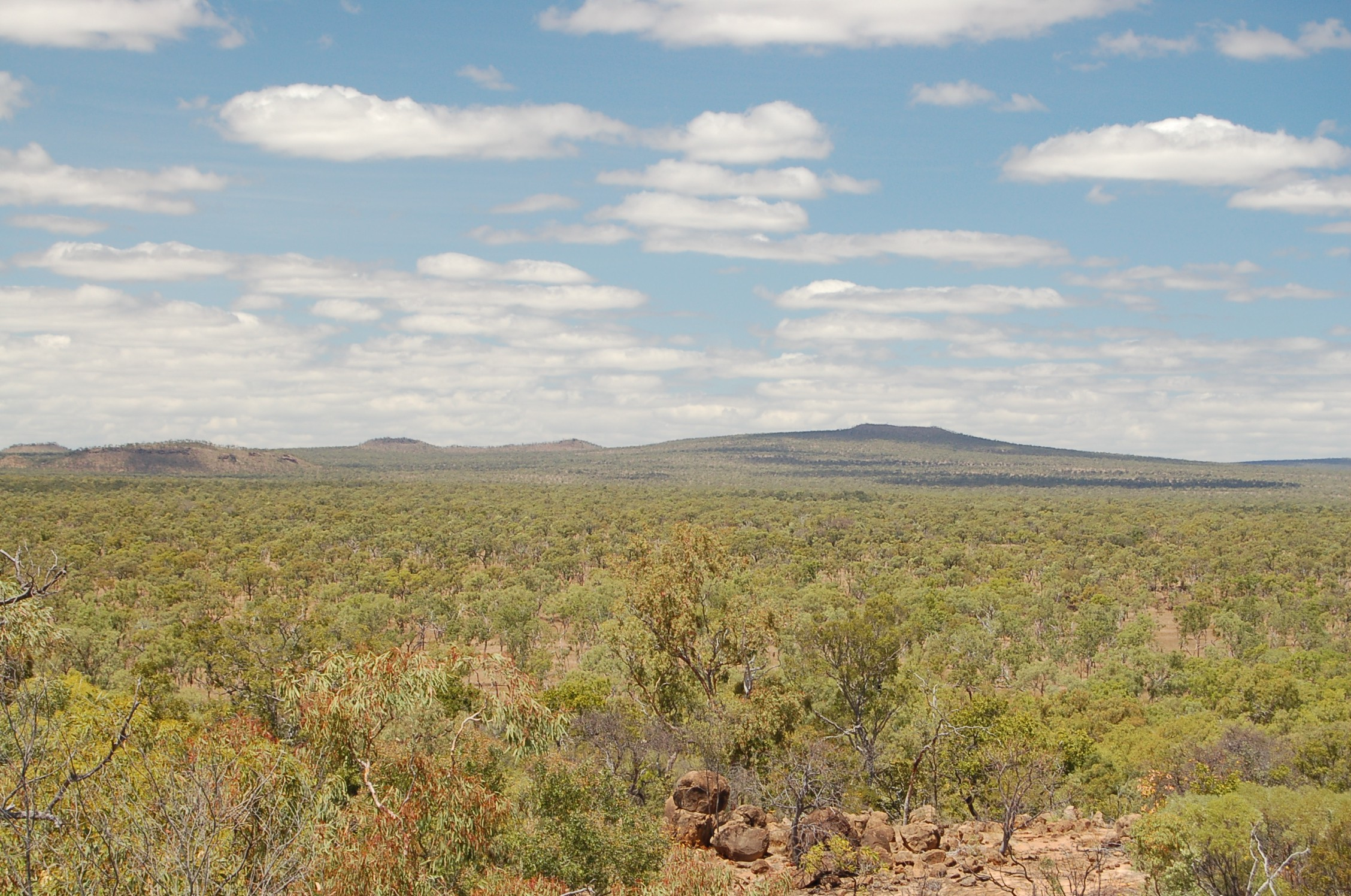
Erhebungen der Schildvulkane in der McBride Volcanic Province

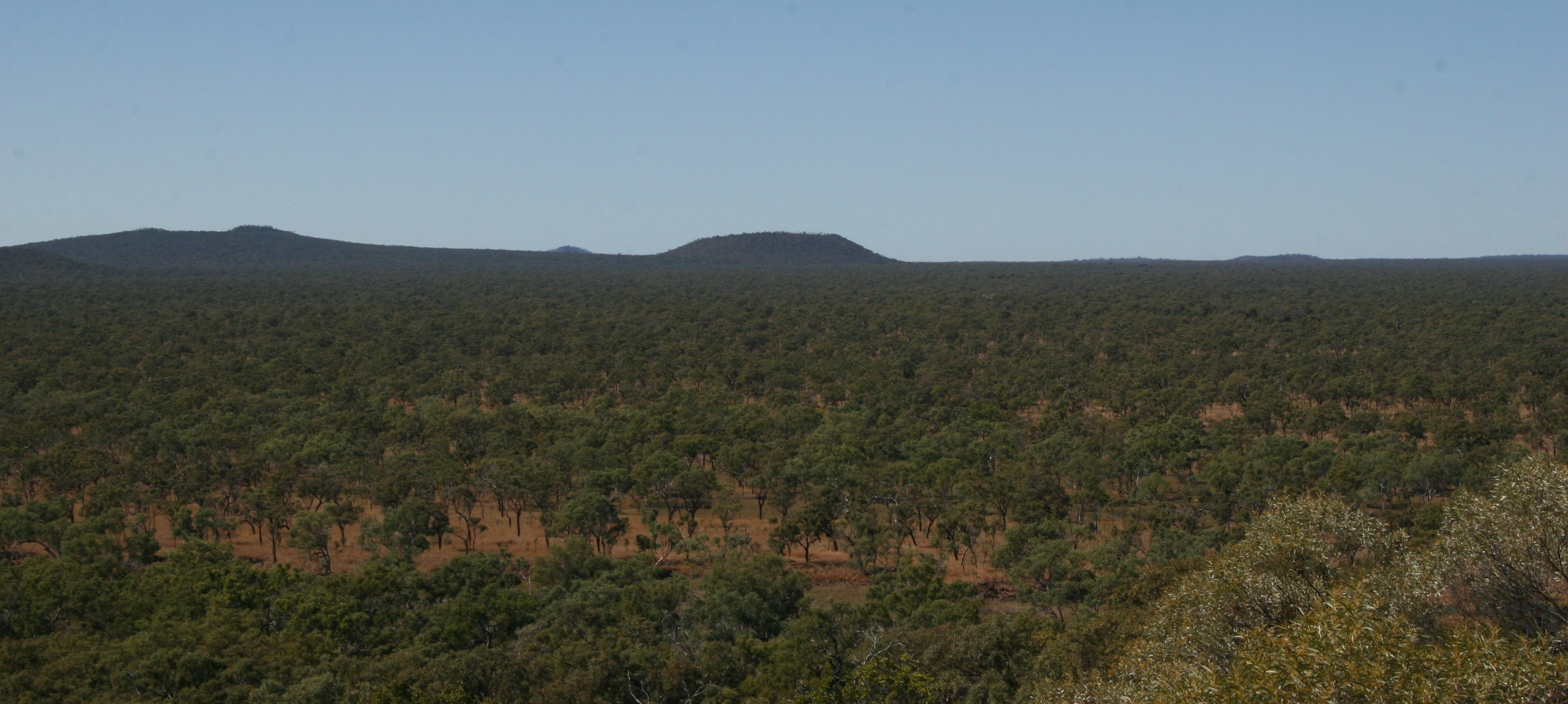
Kalkanikrater in der Bildmitte

Als McBride Volcanic Province wird vulkanischer Komplex in der Größe von 5.000 km² im Norden von Queensland in Australien bezeichnet. Das Gebiet ist ungefähr 200 km von Cairns entfernt und hat einen Durchmesser von 80 km. Es ist ein relativ flaches Plateau auf einer Höhe von 1.020 m über dem Meer.
In dem geologischen Komplex befinden sich mehr als 160 Schildvulkane, die in der Zeit vor 7,3 bis 7,8 Millionen im späten Miozän und vor 2,7 Millionen Jahren im späten Pliozän ausbrachen. Der Basalt bedeckt eine darunter liegende Gesteinsschicht aus Granit.
Am bekanntesten ist der Undara-Vulkan, der sich im Undara-Volcanic-Nationalpark befindet. Dieser Vulkan hat die längste Lavaröhre der Erde mit einer Länge von 160 km gebildet. Dieses Gebilde ist teilweise eingestürzt, aber in Teilen begehbar. Ferner gibt es eine Mauer aus Basalt, die  The Wall genannt wird, 40 km lang ist und sich etwa 20 m über das relativ flache Gelände erhebt.